# Atylus vedlomensis
Atylus vedlomensis är en kräftdjursart som först beskrevs av Charles Spence Bate och John Obadiah Westwood 1862.  Atylus vedlomensis ingår i släktet Atylus och familjen Dexaminidae. Arten är reproducerande i Sverige. Inga underarter finns listade i Catalogue of Life.